# Contea palatina di Lautern
La Contea palatina di Lautern, chiamata anche Palatinato-Lautern, è esistita come territorio indipendente nel Sacro Romano Impero sostanzialmente solo durante il periodo di Giovanni Casimiro del Palatinato-Simmern tra il 1576 e il 1592, dopo di che fu nuovamente assorbito nel Palatinato elettorale. Tuttavia, secondo la legge imperiale, continuò ad esistere fino alla fase finale dell'impero.

## Giancasimiro
Federico III del Palatinato dalla linea Palatinato-Simmern della Casa di Wittelsbach lasciò in eredità il Palatinato Elettorale al figlio Ludovico VI. Per suo figlio Giovanni Casimiro, il Palatinato-Lautern fu formato da parti del Palatinato. Era composto dagli Oberamts Lautern e Neustadt an der Haardt, nonché dall'ufficio di Sobernheim.
Mentre Luigi VI si convertiva al luteranesimo, Giovanni Casimiro rimase fedele al calvinismo. Come contrappeso all'Università di Heidelberg, fondò la Scuola Superiore di Neustadt (Casimirianum). Ai suoi tempi era un'importante università calvinista. Giovanni Casimiro stabilì sistematicamente nella sua zona immigrati riformati provenienti dai Paesi Bassi e promosse così lo sviluppo commerciale.
Le risorse finanziarie per la sua politica provenivano anche dalle entrate dei monasteri soppressi. C'erano anche sussidi esteri. A tal fine, Giovanni Casimiro fornì temporaneamente contingenti di truppe fino a 15.000 uomini per la lotta per la libertà olandese. Tuttavia, litigò con Guglielmo d'Orange.
Dalla morte di Luigi VI nel 1583 Giovanni Casimiro fu anche amministratore del Palatinato elettorale per conto del nipote Federico IV.

## Parte del Palatinato
Dopo la morte di Giovanni Casimiro, la zona ricadde nel Palatinato Elettorale. Insieme al Principato di Simmern passò a Ludwig Philipp nel 1611.
Come parte del Palatinato elettorale, il principato comprendeva l'Oberamt Lautern. La città principale era Lautern. Le sedi secondarie erano Otterberg, Rockenhausen e Wolfstein. C'erano anche le corti di Kübelberg, Ramstein, Steinwenden, Weilerbach, Morlautern, Neukirchen, Alsenborn e Waldfischbach.
Il principato apparteneva alla cerchia imperiale dell'Alto Reno e i suoi possedimenti furono associati ad un voto virile nel Reichstag e nel Consiglio Imperiale dei Principi, anche dopo la perdita dell'indipendenza.
Dal 1798 al 1814 la zona fu una delle zone della riva sinistra del Reno annesse alla Francia e divenne parte del Département du Mont-Tonnerre. Dal 1816 la zona appartiene al Regno di Baviera.

## Fonti
Konrad Kretschmer: Historische Geographie von Mitteleuropa. München/Berlin, 1904, S. 69
Gerhard Taddey (Hrsg.): Lexikon der deutschen Geschichte. Personen, Ereignisse, Institutionen. Von der Zeitwende bis zum Ausgang des 2. Weltkrieges. 2., überarbeitete Auflage. Kröner, Stuttgart 1983, ISBN 3-520-80002-0, S. 957.
Gerhard Köbler: Historisches Lexikon der deutschen Länder. Die deutschen Territorien vom Mittelalter bis zur Gegenwart. 4., vollständig überarbeitete Auflage. C.H. Beck, München 1992, ISBN 3-406-35865-9, S. 463.